# Лигата на справедливостта: Обреченост
„Лигата на справедливостта: Обреченост“ (на английски: Justice League: Doom) е американски издаден директно на видео анимационен супергеройски филм от 2012 г., който е свободно базиран на комикса JLA: Tower of Babel от 2000 г., написан от Марк Уейд, а сценарият на филма е адаптиран от Дуейн Макдъфи, и е режисиран от Лорън Монтгомъри.
Като самостоятелно продължение на „Криза на две Земи“, филмът използва същите дизайни на героите от главният дизайнер на героите Фил Боураса, както и кадър на филма в началото. Премиерата му е на 28 февруари 2012 г. Филмът също включва различни актьори, които повтарят ролите си в Анимационната вселена на ДиСи. Това е 13-ият филм на DC Universe Animated Original Movies.